# Caio Belício Natal
Caio Belício Natal (em latim: Gaius Bellicius Natalis) ou Caio Bélico Natal (em latim: Gaius Bellicus Natalis) foi um senador romano nomeado cônsul sufecto para o nundínio de setembro a dezembro de 68 com Públio Cornélio Cipião Asiático. Oriundo de Viena, na Gália Narbonense. Caio Belício Natal Tebaniano, cônsul sufecto em 87, era seu filho (provavelmente adotivo).